# Шелаи
Шелаи — упраздненная деревня в Торопецком районе Тверской области. Входила в состав Василевского сельского поселения.

## География
Деревня была расположена примерно в 8 километрах к северо-востоку от районного центра Торопец. Находилась на восточном берегу Кудинского озера.

## История
На топографической карте Федора Шуберта, изданной в 1871 году обозначена деревня Шалои. Имела 7 дворов.
В списке населённых мест Торопецкого уезда Псковской губернии за 1885 год значится деревня Сеньково (Шелаи). 6 дворов, 45 жителей.
На карте РККА 1923—1941 годов обозначена деревня Шалай. Имела 12 дворов.
Упразднена в 1998 году.